# Apsny

Apsny (en cyrillique Апсны, qui signifie Abkhazie en abkhaze) est un journal de la république d'Abkhazie. Ce journal est édité à Soukhoumi, la capitale. Il est principalement spécialisé en thématiques socio-économiques et politiques. Les écrits s'y effectuent en langue russe et abkhaze.
Apsny a été fondé par l'écrivain et journaliste Dmitri Iosifovitch Goulia, également créateur de l'alphabet abkhaze (basé sur le cyrillique) et grand joueur de dominos abkhazes, dont il a tenu la rubrique jusqu'en 1946. 